# Scaptomyza cryptoloba
Scaptomyza cryptoloba är en tvåvingeart som beskrevs av Hardy 1965. Scaptomyza cryptoloba ingår i släktet Scaptomyza och familjen daggflugor. Inga underarter finns listade i Catalogue of Life.